# Prügy
Prügy ist eine ungarische Gemeinde im Kreis Szerencs im Komitat Borsod-Abaúj-Zemplén.

## Geografische Lage
Prügy liegt in Nordungarn, 34 Kilometer östlich des Komitatssitzes Miskolc und 10 Kilometer südöstlich der Kreisstadt Szerencs. Nachbargemeinden im Umkreis von sechs Kilometern sind Taktakenéz und Taktabáj.

## Geschichte
Im Jahr 1913 gab es in der damaligen Kleingemeinde 220 Häuser und 1751 Einwohner auf einer Fläche von 5473 Katastraljochen. Sie gehörte zu dieser Zeit zum Bezirk Dada alsó im Komitat Szabolcs.

## Söhne und Töchter der Gemeinde
- Miklós Móricz (1886–1966), Schriftsteller, Journalist und Statistiker

## Sehenswürdigkeiten
- Reformierte Kirche, erbaut 1803–1810
- Römisch-katholische Kirche Magyarok Nagyasszonya, erbaut 1952
- Weltkriegsdenkmäler
- Zsigmond-Móricz-Haus (Museum)
- Zsigmond-Móricz-Büste, erschaffen von Géza Lavotha

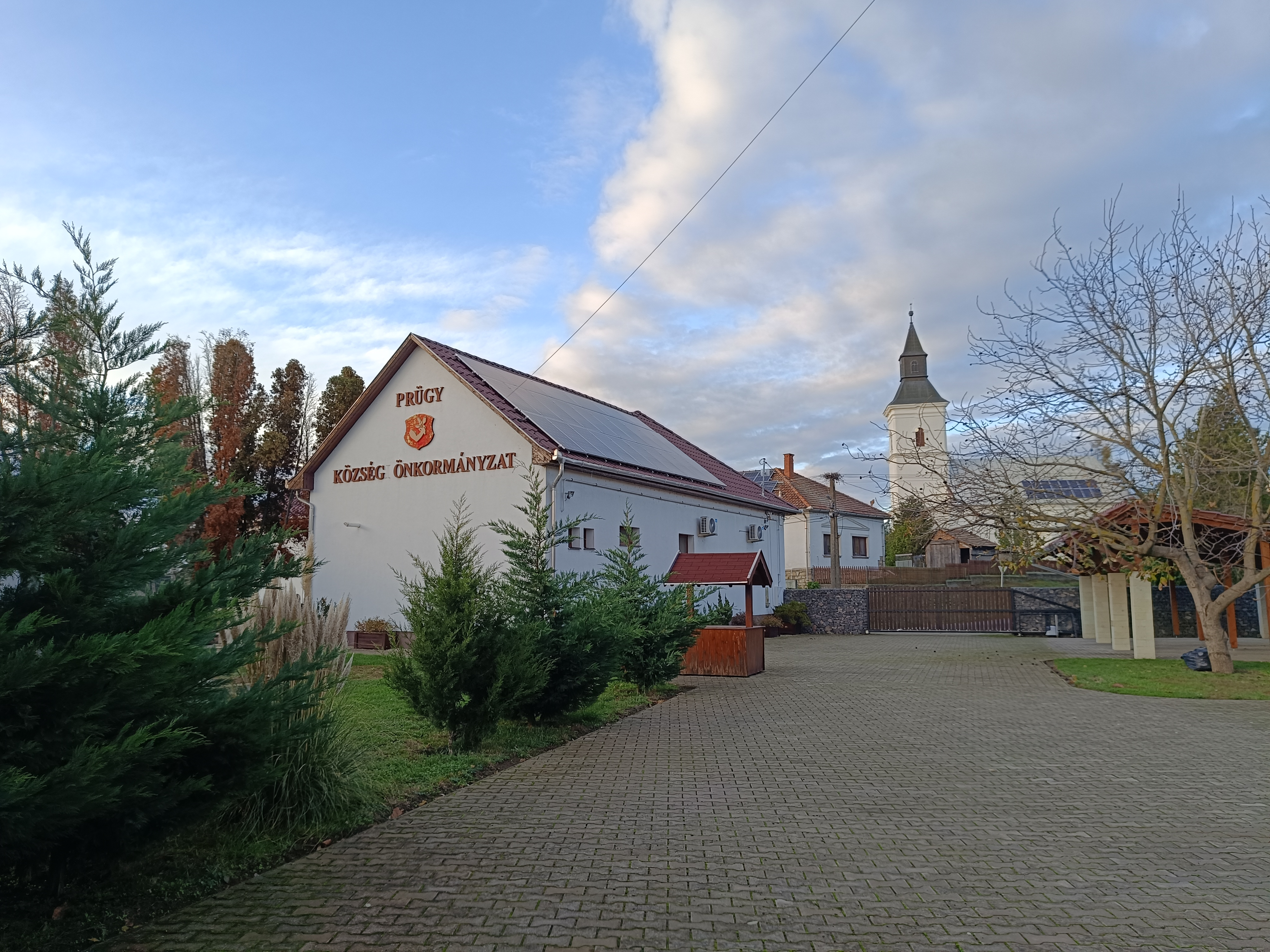
Gemeindeverwaltung
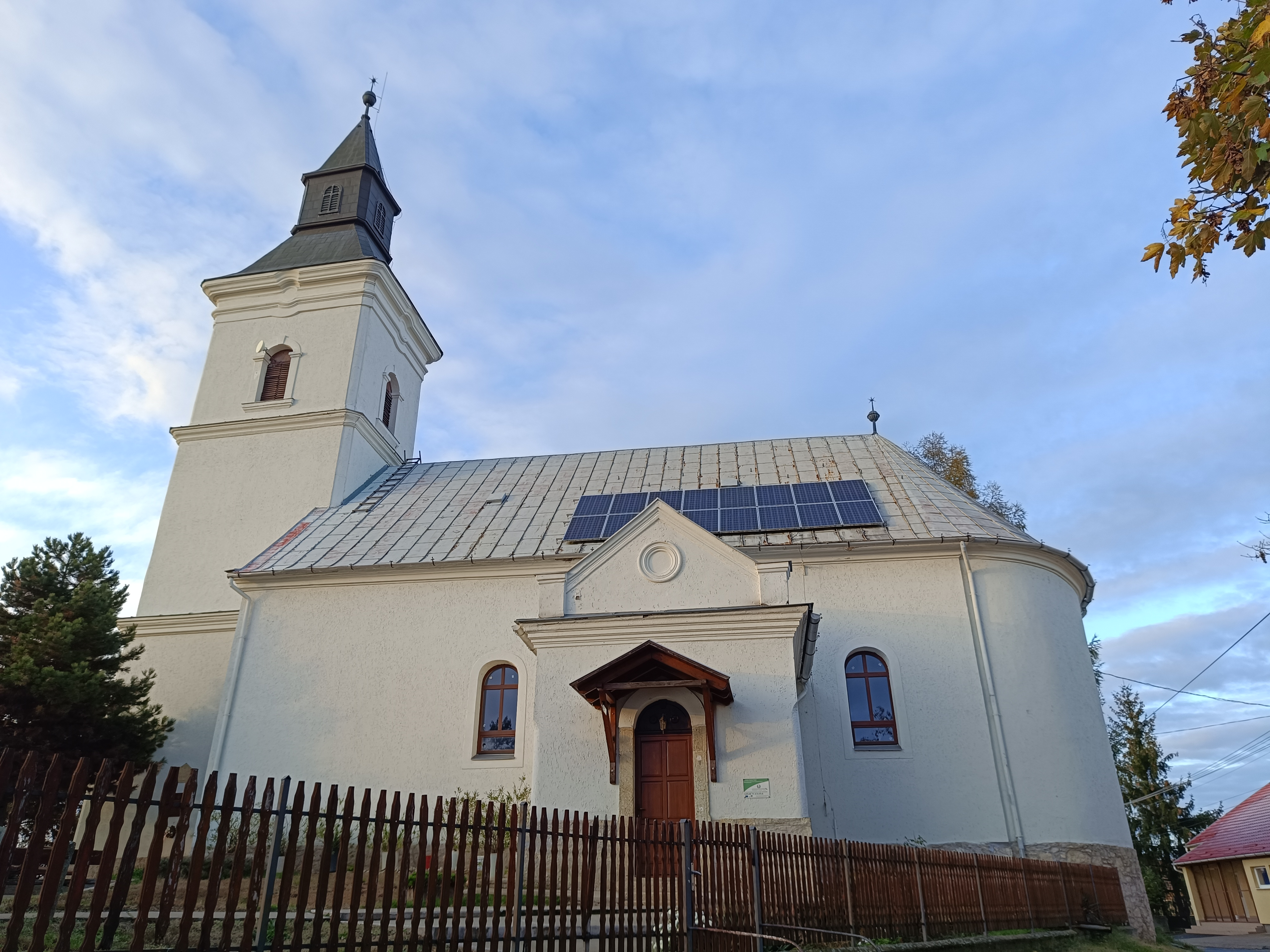
Reformierte Kirche

## Verkehr
In Prügy treffen die Landstraßen Nr. 3617, Nr. 3621 und Nr. 3622 aufeinander. Es bestehen Busverbindungen nach Szerencs, über Taktakenéz nach Taktaharkány sowie über Taktabáj, Csobaj, Tiszatardos und Tiszaladány nach Tokaj. Der nächstgelegene Bahnhof befindet sich in Szerencs.